# Stenotsivoka negrei
Stenotsivoka negrei är en skalbaggsart som beskrevs av Antonio Vives 2004. Stenotsivoka negrei ingår i släktet Stenotsivoka och familjen långhorningar.
Artens utbredningsområde är Madagaskar. Inga underarter finns listade i Catalogue of Life.